# 赤洲
赤洲（英語：Chek Chau）是香港的一個島嶼，為船灣郊野公園的一部分，亦是联合国教科文组织世界地質公園香港東北沉積岩園區的一部分。赤洲鄰近塔門、黃竹角半島和灣仔半島。
赤洲上的岩石由水成岩和砂岩構成，因為該地的岩石顏色呈紅色，所以赤洲又被稱為「赤漠迷城」。

## 赤洲天后廟
天后廟位於大環沙灘靠近山邊，是間小屋，大概2.5米高，坐東南向西北，混凝土建築，結構簡陋，門眉見不到天后廟字樣，內部只有一張漆上褚紅色的石檯及同色神龕，龕內供奉一塊石頭，檯前端有簡單白色倒三角形雕飾，據說以前是有天后像的。廟內陳設簡單，神龕內是塊石頭。神檯前左右各有一條領呔狀白帶，傍著3個圖案，最中央是兩個金錢扣在一起，另兩個是兩方形互扣。

## 文化
赤洲的景色被用於2014年香港通用郵票面值2港元郵票的圖案。

## 發現恐龍化石
2024年10月23日，發展局公布，專家在赤洲發現恐龍骨骼化石，是香港首次發現恐龍化石。據專家估計，化石屬白堊紀時期，距今約1.45億年至6600萬年前；該恐龍可能於死後被沙石淹埋，再被大水沖刷出地表，其後再度埋藏於發現化石的地點。
漁農自然護理署後來承認化石早於2013年發現，但因為需要「聚焦其他迫切工作」，所以到2024年才完成鑑定工作。

## 圖片

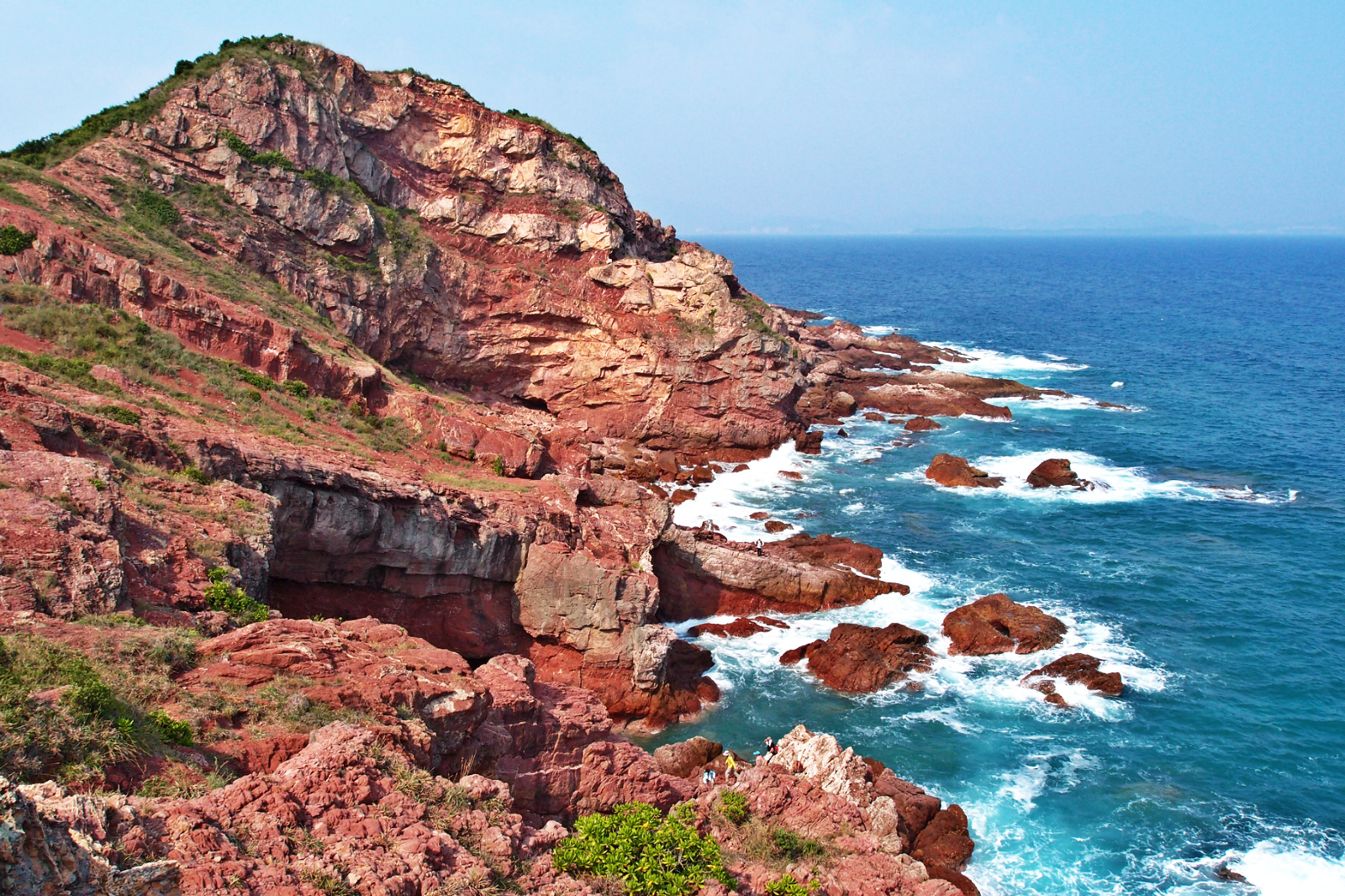
「瑤池仙境」
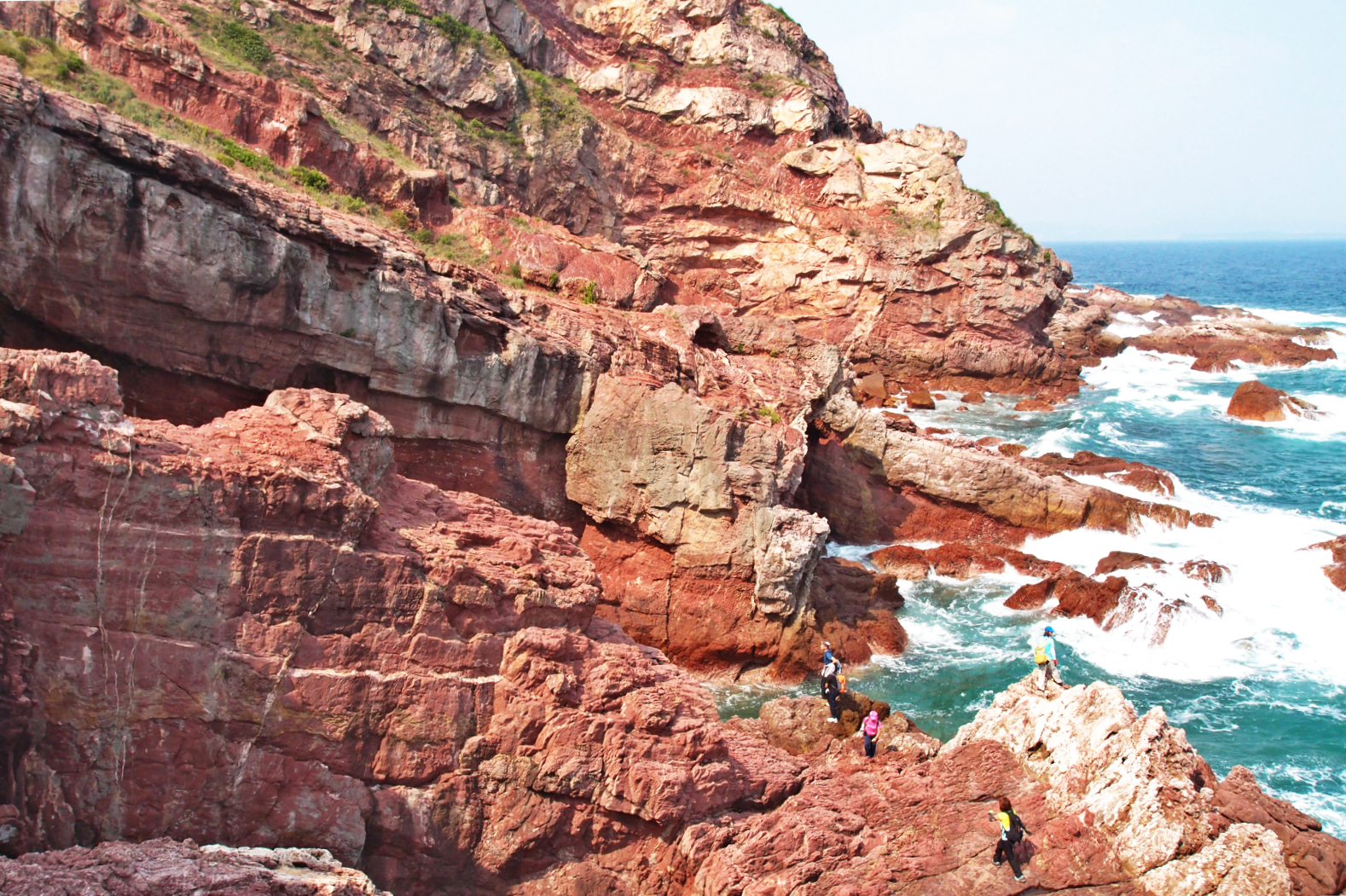
「赤洲洞」的外圍
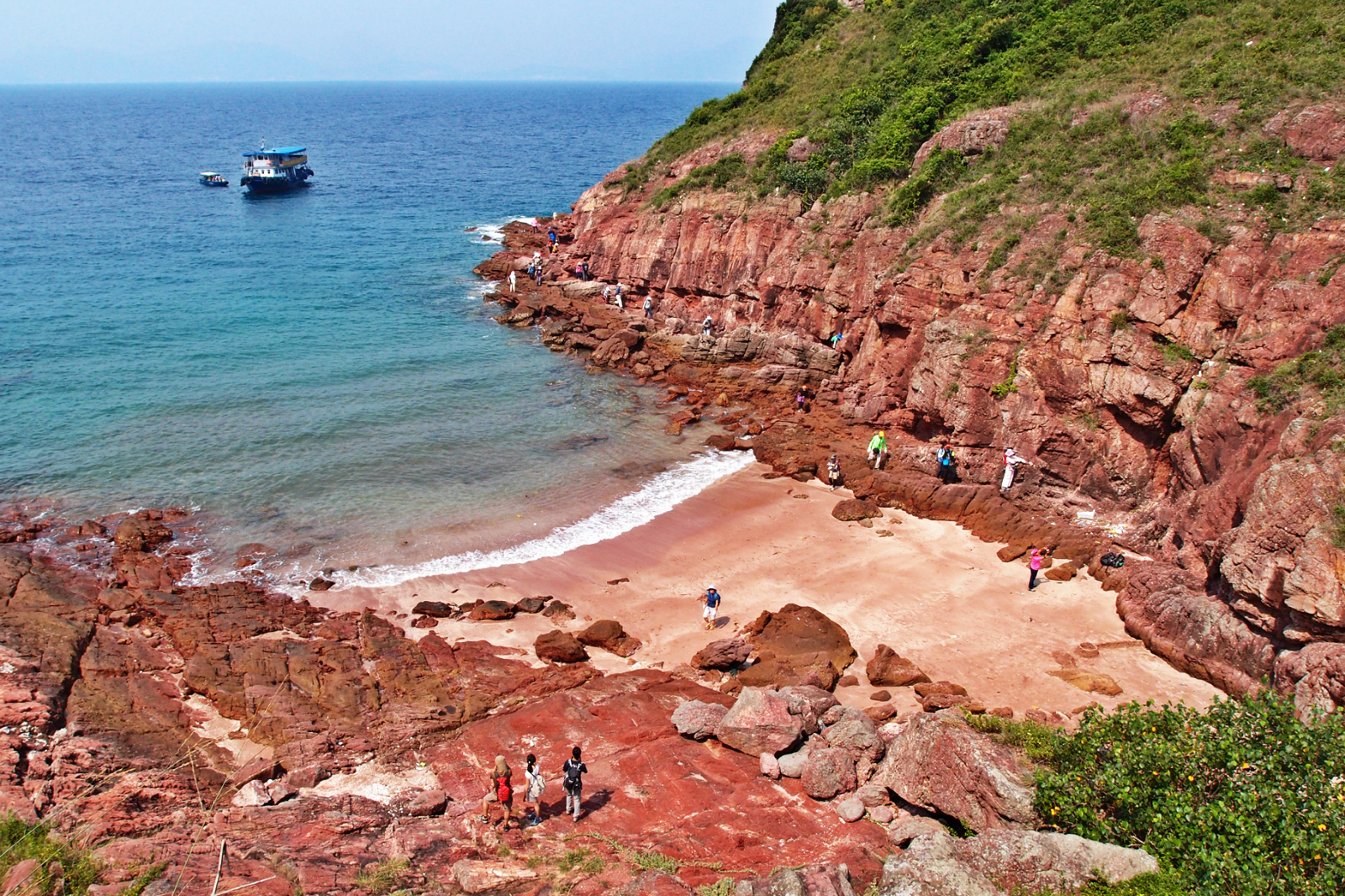
赤洲的北灣，清澈的水底遍佈海膽
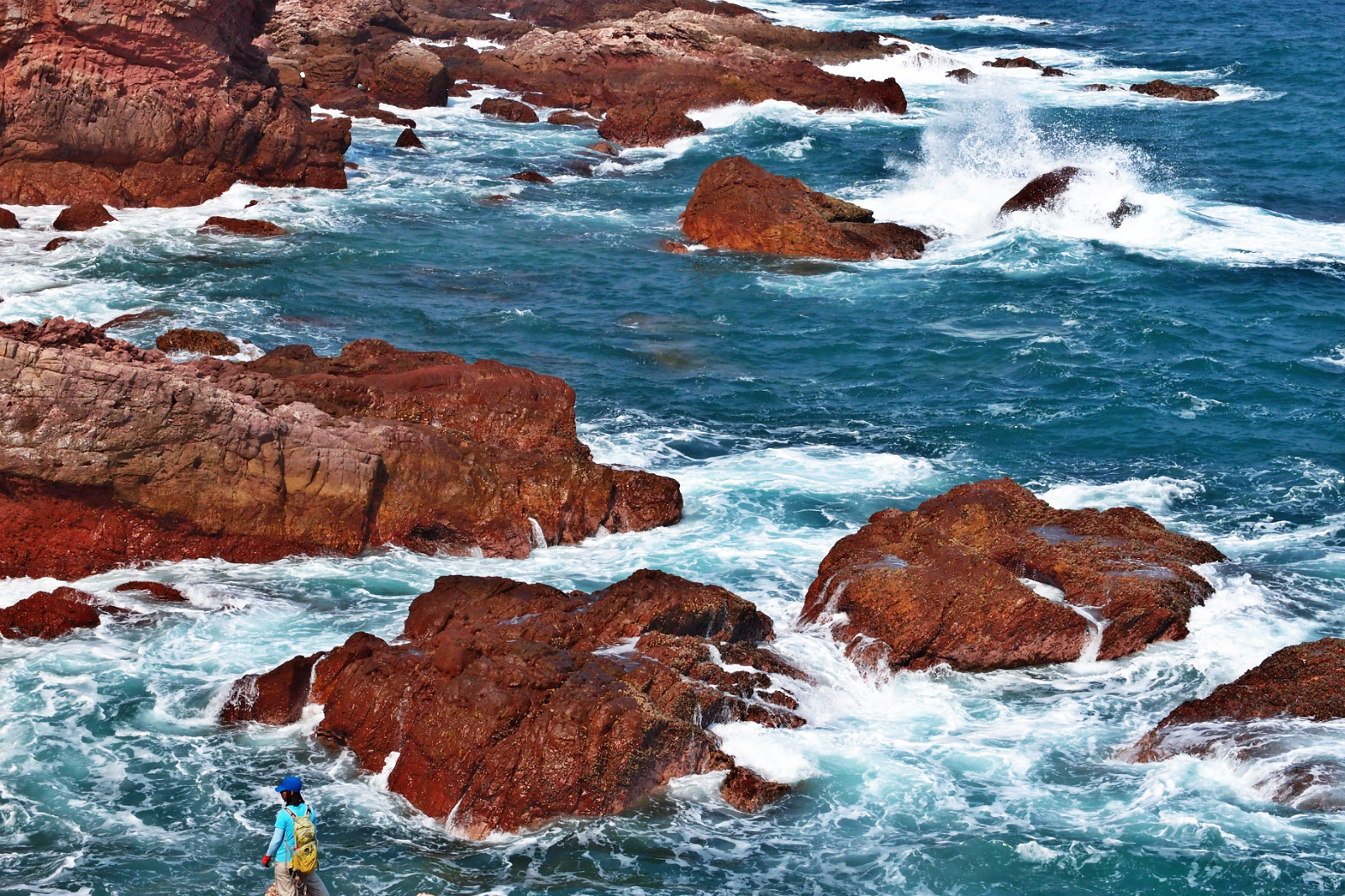
九月東北風之下，浪花甚大

## 交通
由於赤洲島上沒有任何居民，因此沒有興建任何道路和碼頭，亦不設公共運輸服務。民眾如欲遊覽赤洲只能自行租船前往或參加本地旅行團。